# Varronia areolata
Varronia areolata är en strävbladig växtart som först beskrevs av Ignatz Urban, och fick sitt nu gällande namn av Friesen. Varronia areolata ingår i släktet Varronia och familjen strävbladiga växter. Inga underarter finns listade i Catalogue of Life.